# Bitwa pod Olzą
Bitwa pod Olzą – bitwa stoczona 23 maja 1921 roku podczas III powstania śląskiego, na południowym odcinku frontu powstańczego pod miejscowością Olza w powiecie wodzisławskim, pomiędzy powstańcami śląskimi głównie z 14 Wodzisławskiego pułku piechoty a niemieckim Freikorpsem i Selbstschutzem. Była drugim pod względem skali starciem polsko-niemieckim podczas powstań śląskich.

## Geneza
Po wybuchu III powstania śląskiego, siły powstańcze szybko opanowały tereny ziemi wodzisławskiej. Do większych walk doszło jedynie 3 maja 1921 roku w Wodzisławiu, po czym front ustabilizował się przebiegając linią rzeki Odry od granicy polsko-czechosłowackiej aż po Brzezie nad Odrą. Niepowodzeniem w tym rejonie zakończyła się próba zdobycia Ostroga, wschodniego przedmieścia Raciborza i w efekcie zdobycia miasta oraz opanowania prawobrzeżnej Odry od Raciborza aż po Bierawę i Koźle. W okolicach Olzy linia rzeki była obsadzana przez pododdziały 14 Wodzisławskiego Pułku Powstańców Śląskich. Pułk ten wchodził w skład Grupy Południe pod dowództwem ppłk Bronisława Sikorskiego, której sztab znajdował się w Wodzisławiu.
21 maja 1921 roku rozpoczęła się bitwa w rejonie Góry Świętej Anny. Dzień później dowódca 14 Wodzisławskiego Pułku Piechoty por. Józef Michalski wyjechał z częścią oddziałów w kierunku Góry Świętej Anny, tym samym osłabiając front Grupy Południe nad rzeką Odrą. W tym czasie do działań w rejonie Olzy, przystąpili Niemcy, gdyż strona niemiecka próbowała zakamuflować główny atak planowany w rejonie Góry Świętej Anny, oraz uniemożliwić przysyłanie wspomnianych posiłków powstańczych na front pod Górą Świętej Anny.

## Przebieg bitwy
23 maja wczesnym rankiem doszło do niespodziewanego ataku niemieckiego na most kolejowy w Olzie, na linii Wodzisław-Chałupki, podczas którego Niemcy odnieśli sukces opanowując z pomocą pociągu pancernego Olzę i sąsiednie miejscowości w tym Odrę, Bełsznicę, Kamień nad Odrą i Buków. Siły niemieckie zaatakowały również Uchylsko i Olzę z terytorium Zaolzia, będącego w tym czasie pod kontrolą skonfliktowanej z Polską Czechosłowacji. Zagroziło to bezpośrednio zajęciem Wodzisławia. Powstańcy śląscy broniący przepraw przez rzekę w I fazie bitwy ponieśli duże straty.
W II fazie bitwy, Niemcy przystąpili do umacniania się na swoich pozycjach, zajęci byli grabieżą i eskortowaniem wziętych jeńców przy czym nie wykorzystali w pełni sukcesu jaki odnieśli w I fazie bitwy. Panikę w szeregach powstańczych opanował Alojzy Pawelec i Ludwik Piechoczek, którzy w sztabie „Grupy Południe” w Wodzisławiu zorganizowali dalsze działania i plan obrony, a później kontrataku. Powstańcy śląscy po początkowej klęsce rozpoczęli przygotowania do uderzenia na Niemców. Siły powstańcze z rejonu Rzuchowa, Rydułtów i Wodzisławia połączyły się pod dowództwem Ludwika Piechoczka.
O godzinie 10:00 rozpoczęła się III faza bitwy w której powstańcy śląscy przeszli do natarcia. W KWK Anna w Pszowie pośpiesznie zbudowano wagon pancerny tzw. „pancerkę” i wspólnie z oddziałami z Wodzisławia oraz rozbitymi, ale nie zniszczonymi wcześniej pododdziałami rozpoczęto atak na zajęte przez Niemców tereny. Wsparcia powstańcom z 14 pułku udzielił również 15 powstańczy pułk piechoty. W czasie ataku śmierć poniósł dowódca pszowskich powstańców Edward Łatka.
Atak powstańców śląskich zakończył się pełnym sukcesem, odbito Olzę, Odrę, Uchylsko, Bełsznicę, Kamień nad Odrą i Buków. Niemcy ponieśli poważne straty i wycofali się na drugą stronę Odry oraz do Czechosłowacji. Powstańcy odzyskali tereny wcześniej utracone i odzyskali linię rzeki Odry i Olzy.

## Skutki
Zwycięstwo w bitwie strona polska okupiła jednak dużymi stratami, przewyższającymi straty sił niemieckich. W bitwie pod Olzą zginęło aż 51 powstańców śląskich, 60 zostało rannych, a 90 trafiło do niewoli. Niemcy stracili 35 ludzi, 17 zostało rannych, a 60 wzięto do niewoli.
Po bitwie powstańcy śląscy w obawie przed ponownym atakiem ze strony niemieckiej wysadzili mosty w Olzie i Bukowie. Po drugiej stronie rzeki wciąż stacjonował batalion „Werner” w sile 1500 ludzi i 2 pociągów pancernych. Bitwa pod Olzą była drugim pod względem skali starciem polsko-niemieckim podczas powstań śląskich i najważniejszym czynem zbrojnym Grupy Operacyjnej Południe.
Bitwa została upamiętniona na pomniku powstańczym w Wodzisławiu Śląskim.